# Pasquale Columbro
Pasquale Columbro (Benevento, 27 settembre 1920 – 1979) è stato un politico italiano.

## Biografia
Nato nel 1920 da Vincenzo Columbro e Nunzia Tarantino, fu direttore del Consorzio agrario provinciale e tra i principali esponenti della Democrazia Cristiana a Benevento, più volte eletto consigliere comunale. Fu assessore nella giunta presieduta da Lucio Facchiano e sindaco di Benevento dal novembre 1974 al febbraio 1977.